# Mortadelo de la Mancha
Mortadelo de la Mancha es una historieta creada en 2005 por el autor de cómics español Francisco Ibáñez perteneciente a su serie Mortadelo y Filemón. 

## Trayectoria editorial
Ibáñez odia el libro de Cervantes, Don Quijote de la Mancha, debido a que en el colegio le obligaban a leerlo y él no quería hacerlo y nunca lo leyó. Así que, al ser el IV Centenario de la publicación de la primera parte decidió hacerlo como venganza. Tras su realización lo presentó en chocolatería San Ginés de Madrid.
La historieta comenzó a publicarse en febrero de 2005, convirtiéndose en un éxito en ventas en España al vender en su primer mes y medio 50.000 ejemplares, y acabar el año con más de 100.000 vendidos.
Además de sus diversas publicaciones en formato álbum, fue también publicada en formato electrónico a un precio de 3,99 euros.

## Sinopsis
El profesor Bacterio ha inventado el Transmutador trifásico, un invento que permite ingerir los conocimientos de un libro en segundos. Los encargados de probar el invento son Mortadelo y Filemón, pero la cosa falla. En vez de introducir el libro de James Bond para que adquieran conocimientos de superagentes, utilizan por error el libro de Don Quijote de la Mancha. Como consecuencia del fallo los dos agentes se creen personajes de la novela de Miguel de Cervantes. Mortadelo será Don Quijote (Mortadelo de la Mancha) y Filemón su fiel escudero Sancho Panza (Filemoncho Panza). Saldrán del edificio para vestirse con ropas de la época, hablarán castellano antiguo y recorrerán la ciudad para desfacer entuertos. Cada victoria de Mortadelo de la Mancha será comunicada a la secretaria Ofelia, la cual, a los ojos de Mortadelo, será su dama Dulcinea del Toboso.